# Hannah James
Hannah James (* 4. Januar 1993 in Virginia) ist eine britisch-US-amerikanische Schauspielerin.

## Leben und Karriere
James wurde am 4. Januar 1993 in Virginia geboren. Sie besuchte die Guildford School of Acting. Ihr Debüt gab sie 2014 in dem Kurzfilm Winding Lane. Anschließend bekam sie von 2016 bis 2017 in der Serie Mercy Street eine Hauptrolle. Außerdem war sie 2017 in einer Folge in Outlander zu sehen.
Im selben Jahr setzte sie ihre Karriere in dem Kurzfilm Esther fort. 2020 trat James in dem Film Let Them All Talk auf. Unter anderem spielte sie 2023 in dem Film Two Sinners and a Mule die Hauptrolle.

## Filmografie
- 2014: Winding Lane (Kurzfilm)
- 2016–2017: Mercy Street (Fernsehserie)
- 2017:  Outlander (Fernsehserie, 1 Episode)
- 2020: Let Them All Talk
- 2021:  Chicago Med (Fernsehserie, 1 Episode)
- 2022:  Westworld (Fernsehserie, 1 Episode)
- 2023: Two Sinners and a Mule